# Lacanobia divitis
Lacanobia divitis là một loài bướm đêm trong họ Noctuidae.